# Погорельский переулок
Погоре́льский переу́лок (до 1922 года — Большо́й Екатери́нинский переу́лок)— улица в центре Москвы на Якиманке между улицами Большая Ордынка и Большая Полянка.

## История

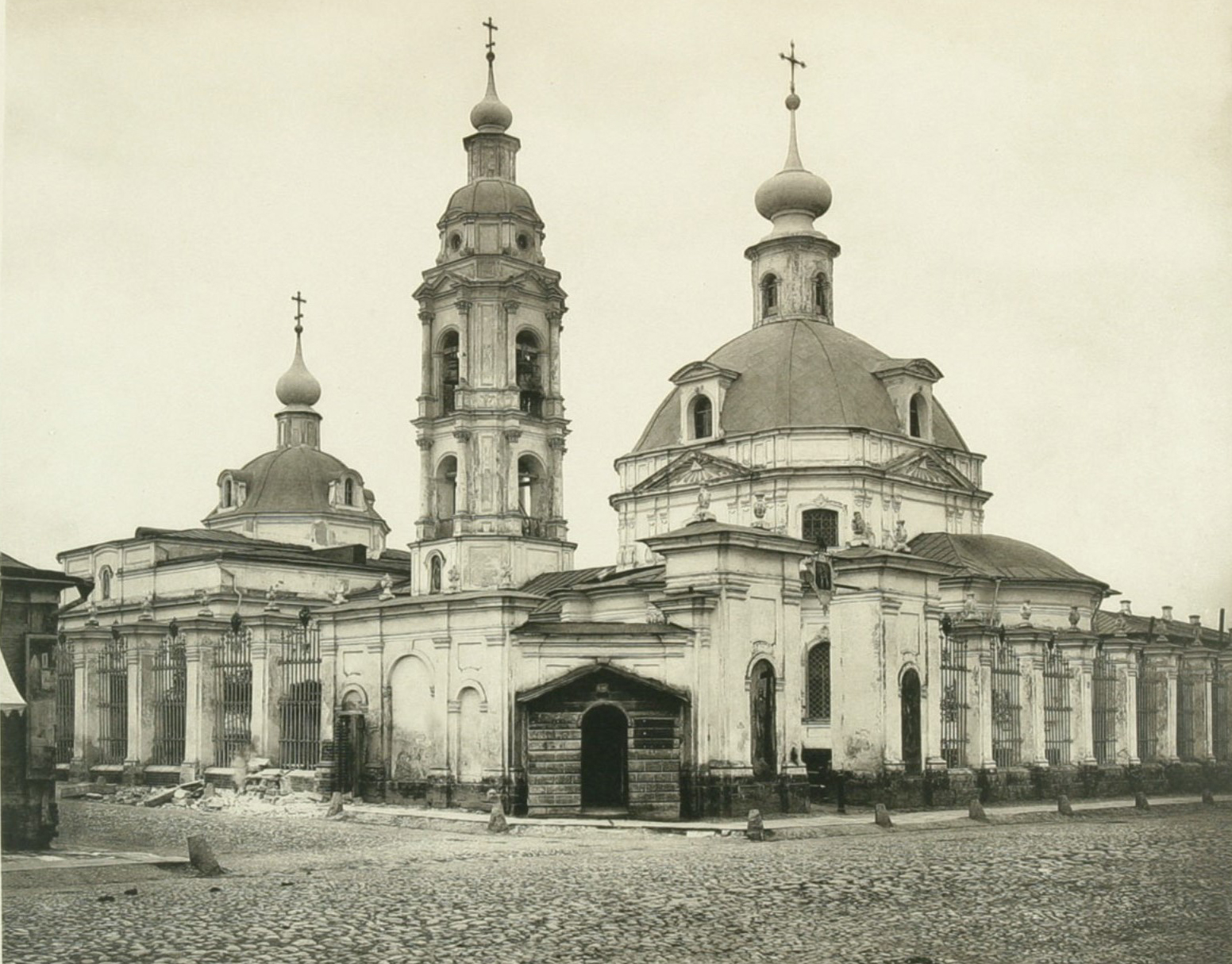
Храм великомученицы Екатерины на Всполье на углу Большой Ордынки и Погорельского переулка (слева). 1883 год.

До 1922 года — Большой Екатерининский; Большим он был назван в отличие от Малого Екатерининского (ныне Щетининский переулок). Екатерининским же он назывался по Екатерининской белильной слободе XVI века (слобода упоминается в документах 1649 и 1654 годов) или же непосредственно по церкви Святой Великомученицы Екатерины, что на Всполье. Церковь существует и сейчас; новое её каменное здание было выстроено по повелению Екатерины II после восшествия её на российский престол. Переулок был переименован в Погорельский, ибо ошибочно считалось, что так он назывался в XVII веке и что это название возникло после очередного московского пожара. Однако на планах XVIII века Погорельским именовался Малый Екатерининский переулок.

## Описание
Погорельский переулок начинается от Большой Ордынки, проходит на запад, справа к нему примыкают Щетининский и 2-й Казачий переулки, выходит на Большую Полянку приблизительно напротив 2-го Спасоналивковского.

## Примечательные здания и сооружения
По нечётной стороне:

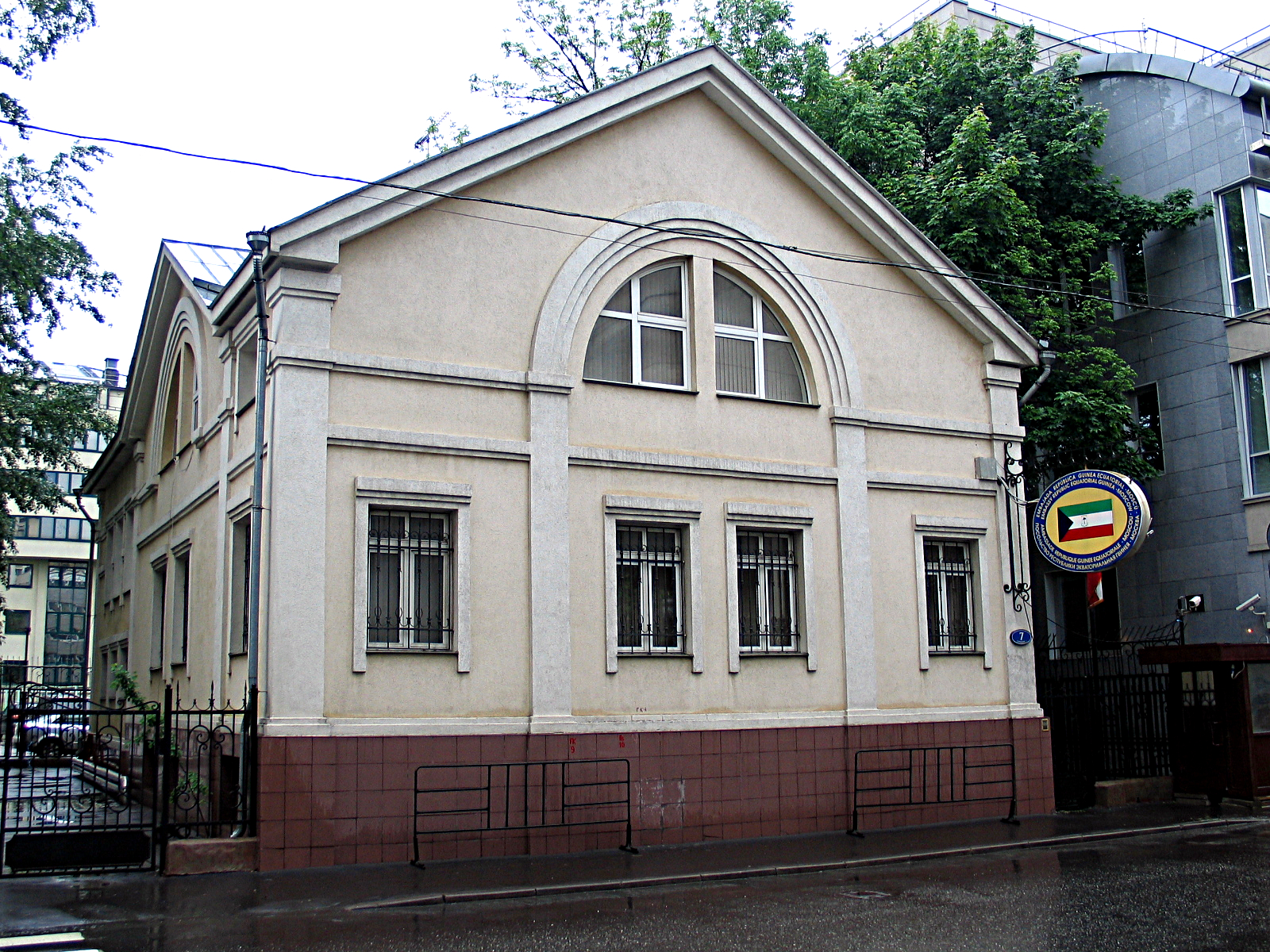
№ 7, строение 1. Посольство Экваториальной Гвинеи.

- № 5 — жилой дом XIX в. с нижним каменным и верхним деревянным этажом, украшенный резными наличниками и карнизами. Первоначально дом был построен по плану, представленному архитектором Геннер в строительное отделение Московской городской управы в 1872 г., как жилой для Бронницкой купеческой жены А.Ф. Хоботовой. В 1896 г. дом был перестроен в соответствии с проектом архитектора Владимирова для московского купца А.А. Андреева, владельца гильзовой (сигаретной) фабрики. После пристройки к главному дому в 1902 г. каменного двухэтажного пристроя, дом использовался для размещения гильзовой фабрики и конторы. В 1926 г. муниципализированный у Андреева дом гильзовой фабрики «Астория» был переоборудован под жильё для рабочих «Моссельпром». В 1990-е гг. в нём располагалась контора СМУ-11 ОАО «Мосметрострой». В настоящее время главный дом купеческой городской усадьбы используется как административное здание – в первом этаже располагается офис Москомстройинвест.
- № 7, строение 1 — посольство Экваториальной Гвинеи;

По чётной стороне:
- № 2/60, стр. 1 — Богадельня церкви великомученицы Екатерины на Всполье (1879—1880, архитектор Д. И. Певницкий) (Большая Ордынка, 60/2; пересечение Погорельского и Щетининского переулков)
- № 6 (угловое здание) — здание построено в 1996—1999 годах (Моспроект-2, архитекторы М. Леонов, Д. Бархин, Т. Королёва, М. Славутинская)[2].
- № 12 — посольство Узбекистана.